# Distrito de Au Cap
El distrito Au Cap es uno de los 25 distritos administrativos del archipiélago de Seychelles. Au Cap está en la costa este de la isla principal, Mahé. El distrito consiguió el nombre actual en 1998. Anteriormente se llamaba Anse Louis. El distrito mide ocho kilómetros cuadrados. En el censo de 2002 indica que en este lugar residen permanentemente más de 3000 personas.